# كبسولة زمنية

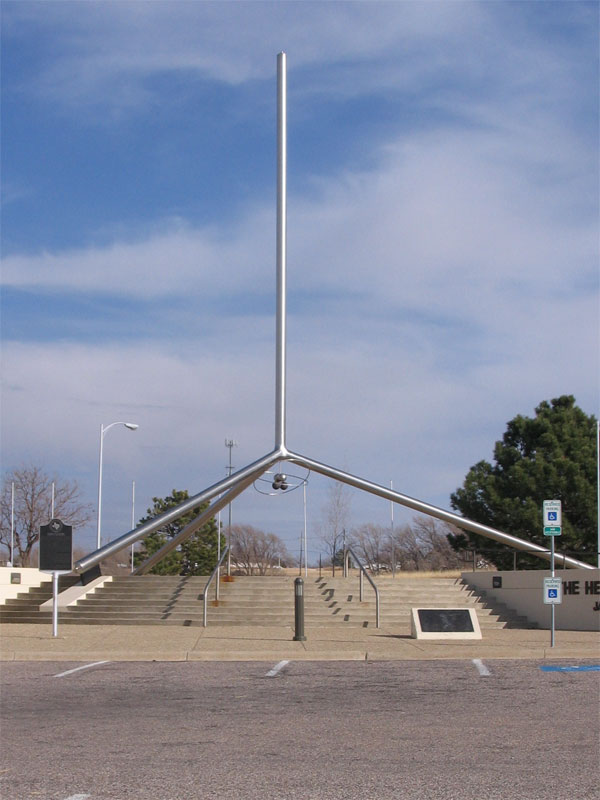
أعدة النصب في أماريلو وتكساس تحمل أربع كبسولات من الفولاذ المقاوم للصدأ

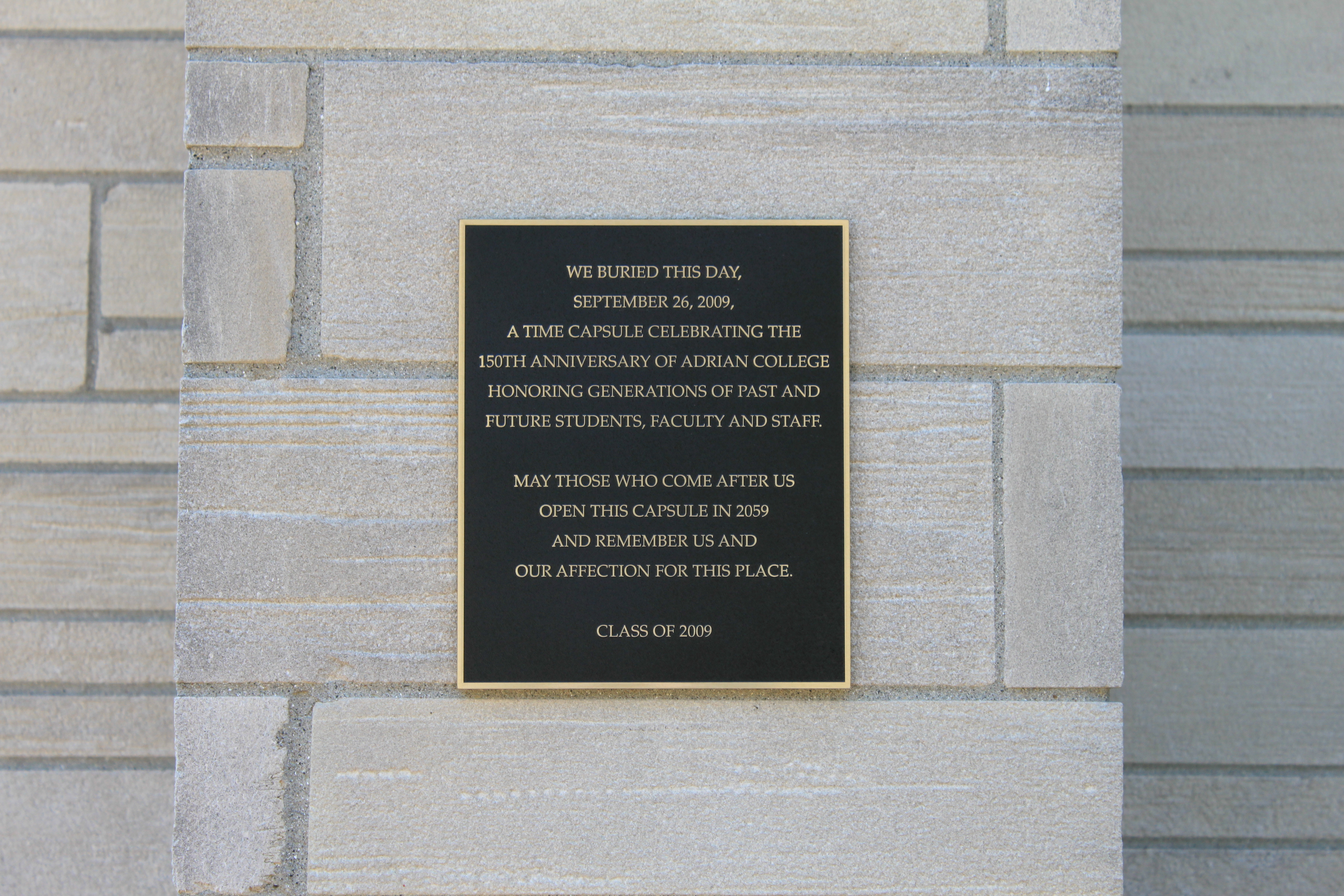
كبسولة زمن برج هيريك، كلية أدريان2009-2059

الكبسولة الزمنية هي مخبأ تاريخي للمتاع أو المعلومات، يقصد بها عادة التواصل مع الناس في المستقبل ومساعدة علماء الآثار وعلماء الأنثروبولوجيا أو المؤرخين، يتم إنشاء كبسولات الزمن أحيانا ودفنها في الاحتفالات مثل وجود معرض عالمي أو وضع حجر الأساس لمبنى أو غيرها من الاحتفالات.

## خلفية عن كبسولة الزمن
توضع كبسولات الزمن مع نية أنه سيتم فتحها أو الوصول إليها في وقت لاحق في المستقبل.
كمثال مبكر على استخدام كبسولة الزمن صندوق القرن بديترويت، كانت تلك هي فكرة رئيس بلدية ديترويت وليام جيم مايبيرى في 31 ديسمبر عام 1900م، وكان من المقرر أن يتم فتحها بعد 100 عام، كانت مليئة بالصور والخطابات من 56 من السكان البارزين يصفون الحياة في عام 1900م ويتوقعون أشكال الحياة في المستقبل، وتضمنت أيضا رسالة من رئيس البلدية مايبيرى إلى رئيس البلدية في عام 2000م، تم فتح الكبسولة في احتفال ضخم يرأسه رئيس البلدية دينيس آرشر في 31 ديسمبر عام 2000م.
وفي عام 1939م تم إنشاء كبسولة زمن بواسطة ويستنجهاوس في المعرض العالمى بنيويورك كجزء من الاحتفال، كانت بطول 90 بوصة (2.3 متر) وقُطر داخلى حوالى 6.5 بوصة (16سم) ووزن 800 باوند (360كجم)، أطلق ويستنجهاوس على النحاس والكروم والفضة اسم سبيكة (كيوبالوى)مدعيا أنها كانت بنفس قوة الفولاذ الطرى، كانت تحتوى على الكثير من عناصر الحياة اليومية مثل بكرة خيط ودمية وقارورة من بذور المحاصيل الأساسية ومجهر وشريط اخبارى لمدة 15 دقيقة وشرائظ الأفلام المصغرة والتي تكثف المحتوى التسويقى لسيزر روبوك وقاموس وتقويم وغيرها من النصوص.
وتم اتباع الكبسولة الزمنية الحديثة الأولى بكبسولة أخرى في نفس المكان عام 1965م ولكنها على بعد 10 أقدام شمالا من المكان الأصلي، وتم دفن كلا الكبسولتين على عمق 50 قدما تحت حديقة فلاشينج ميدوز والتي هي موقع المعرض، ومن المقرر أن كل من كبسولتى زمن ويستنجهاوس 1939م و1965 سوف يتم فتحها في عام 6939م، وفي الآونة الأخيرة عام 1985م أنشأ ويستنجهاوس هيكل أصغر من الزجاج الشبكى ليتم دفنها تحت فندق نيويورك ماريوت ماركيز في قلب منطقة مسارح نيويورك، وبالرغم من ذلك فانه لم يتم وضع تلك الكبسولة في المكان قط.
قبو الحضارة في عام 1936م في جامعة أوغليثورب، ينوى أن يتم افتتاحها في عام 8113 م، ينظر إليها عادة على أنها الكبسولة الزمنية الحديثة الأولى، جورج إدوارد بندارى هو المسئول عن إطلاق مصطلح (الكبسولة الزمنية)، وخلال الفترة الاشتراكية في الاتحاد السوفيتى تم دفن العديد من كبسولات الزمن مع رسائل إلى المجتمع الشيوعى المستقبلى.
حاليا أربعة كبسولات تم دفنها في الفضاء، تم ارفاق الصحيفتان المعدنيتان الرائدتان وومحفوظات المسافرتان الذهبيتان إلى سفينة فضاء للحصول على الفائدة الممكنة في المستقبل البعيد، كان من المقرر للكبسولة الخامسة أن تنطلق في عام 2015م وبالرغم من ذلك تم تأخيرها عدة مرات ولم يتم اعطاء الموعد الفعلى للانطلاق، وبعد الانطلاق سوف تحمل رسائل فردية من سكان الأرض موجهة إلى أبناء الأرض حوالى عام 52.000م، وتم إنشاء جمعية الكبسولة الزمنية للحفاظ على قاعدة بيانات عالمية لجميع كبسولات الزمن الحالية.
ونوقش على نطاق واسع متى استخدمت كبسولة الزمن للمرة الأولى، ولكن تبين الأدلة الحالية انها استخدمت في وقت مبكر عام 1876م، ولكن المبدأ كان بسيط نسبيا وكذلك الفكرة ولكن أول استخدام لكبسولات الزمن ربما يكون أقدم بكثير مما نعرف في الوقت الحالى، في عام2014م تم العثور على كبسولة زمن من عصر الثورة في بيت ولاية ماساشوستس ترجع إلى عام 1796 م وتنسب إلى صامويل آدامز وبول ريفير، تم فتحها سابقا في عام 1855م مع بعض المحتويات المضافة.

## النقد
وفقا لكبسولة الزمن يظن المؤرخ وليام جارفيس أن كبسولات الزمن لا تقدم عادة الكثير من المعلومات المفيدة، كما أنها تمتلئ عادة«بخردة عديمة الفائدة» وتخبر القليل جدا عن الناس في ذلك الوقت، يحتوى العديد من كبسولات الزمن اليوم فقط على قطع أثرية ذات قيمة محدودة للمؤرخين في المستقبل، يقترح المؤرخون أن العناصر والأشياء التي تصف الحياة اليومية للناس الذين صنعوا كبسولة الزمن تلك، مثل المذكرات الشخصية والصور والوثائق، من شأنه أن يزيد إلى حد كبير من قيمة كبسولة الزمن لمؤرخين المستقبل.
وإذا كانت كبسولات الزمن لديها هدف مثل المتاحف وهو الحفاظ على ثقافة وقت معين ومكان محدد للدراسة، فان القدرة على تحقيق هذا الهدف سيئة للغاية لأنه وبحكم التعريف يتم الاحتفاظ بها مختومة لفترة معينة من الزمن، والأجيال اللاحقة بين تاريخ الإطلاق والموعد المستهدف ليس لديهم إمكانية الوصول المباشر إلى هذه التحف، وبالتالى فقد مُنعت هذه الأجيال من التعلم المباشر من المحتويات، ولذلك يمكن النظر إلى كبسولات الزمن أنها متاحف نائمة وهذا بالنسبة إلى فائدتها للمؤرخين.
ويعترف المؤرخون أيضا أن لديهم العديد من قضايا الحماية المحيطة باستخدام وسائل الاعلام لنقل هذه المعلومات إلى المستقبل، تشمل بعض هذه القضايا تقدم التكنولوجيا وتدهور وسائل التخزين الإلكترونية والمغناطيسية، وكذلك المشاكل اللغوية الممكنة إذا تم الحفر لكبسولة في المستقبل البعيد، وقد تم فقد العديد من كبسولات الزمن المدفونة وبدأ الاهتمام بها يتلاشى ويُنسى المكان الخاص بها، أو يتم التخلص منها في خلال سنوات قليلة بواسطة المياه الجوفية.
المحفوظات والمواد الأرشيفية، بما في ذلك أشرطة الفيديو، قد يكون أفضل أنواع كبسولات الزمن، طالما الوسيلة لاتزال من الممكن استخدامها، أو البيانات يمكن قراءتها من قبل أحدث التقنيات والبرمجيات.

## في وسائل الإعلام
في عام 1947، عبرت الدراما الوثائقية عن البداية أو النهاية لحساب شبه تاريخى لصنع أول قنبلة ذرية خلال الحرب العالمية الثانية، يبدأ الفيلم بلقطات اخبارية شارك فيها العديد من الضباط والعلماء القائمين على المشروع (تم التمثيل بواسطة فنانين) وهم يدفنون كبسولة زمنية في غابات ريدوود الوطنية بكاليفورنيا، تحتوى هذه الكبسولة على نسخة من الفيلم، بالإضافة إلى شاشة عرض تعرض الفيلم، وتعليمات لتشغيلها مسجلة على صفيحة معدنية، هدف الكبسولة كان يتماشى بشكل واضح مع عنوان الفيلم، وهو حول ما إذا كانت البشرية ستدمر نفسها الآن لأنها تستطيع ذلك، أم أنها ستترفع عن الحرب ككل وتتحد معا لاستخدام الطاقة النووية لأغراض أكبر، يمكن أن ينظر إلى هذا الفيلم على أنه مثال للدعاية للحرب الباردة.
وفي عام 2009 صدر الفيلم الدرامى (المعرفة) أو (Knowing) والذي يحتوى على كبسولة زمنية موضوعة في حديقة مدرسة ابتدائية منذ عام 1959م، وبعد التحديق في الشمس تبدأ الفتاة بسماع أصوات، وبعد ذلك تبدأ بشكل محموم في كتابة أرقام مترابطة أسفل الصفحة والتي من المفترض أن تكون كتابة بريد إلكترونى إلى طالب من المستقبل، ثم تم ختم الكبسولة وافتتحت في عام 2009 حيث يدرك القائم على شخصية جون كوستلر ان هذه الأرقام ليست عشوائية وانما هي قائمة بتواريخ الكوارث الكبرى وعدد القتلى فيها، مثل تفجير 11 سبتمبر وتفجير لوكربى وغيرها من الأحداث والتي أدت إلى موت جماعى، وحدثت جميع هذه الكوارث بعد دفن كبسولة الزمن، وبعد أن تلقى الابن كاليب كوستلر هذه الرسالة ويجلبها إلى المنزل.